# Simon Jenko
Simon Jenko est un écrivain et poète autrichien, né le 27 octobre 1835 à Podreča et mort le 18 octobre 1869 à Kranj. 
Alors que son cousin Davorin Jenko en écrivait la musique, il a écrit les paroles de Naprej zastava slave, l'ancien hymne national de la Slovénie qui demeure toujours l'hymne de l'armée.

## Biographie

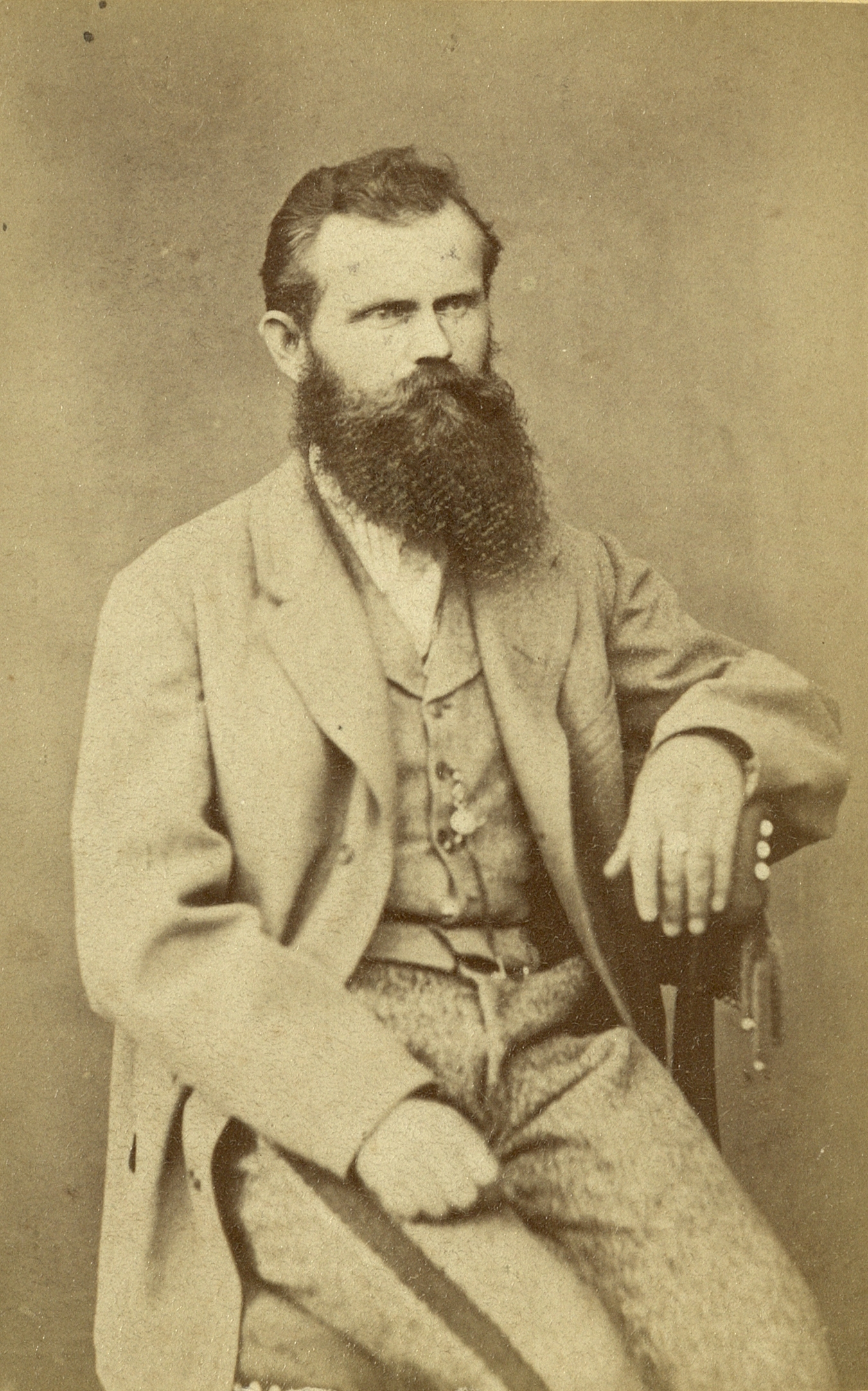
Simon Jenko

Fils illégitime de Mina Košenina, pauvre paysanne, Simon Jenko était né à Podreča dans la municipalité de Kranj sur la plaine de Sora (Sorško polje), rive droite de la Save en Haute-Carniole, dans ce qui était alors l'Empire autrichien.
 
En 1839, lorsque celle-ci finit par se marier, Simon Jenko déménagea pour Praše, à 2,7 km plus au nord dans la municipalité de Kranj. Praše devait devenir la principale source d'inspiration de ses poèmes et de ses nouvelles.
De 1842 à 1844 il fréquenta l'école de Smlednik, puis de 1844 à 1847 celle de Kranj.
 
À l'automne de 1847 il déménagea chez Nikolaj, le frère de sa mère qui était franciscain, à Novo Mesto où il fréquenta pendant six ans le lycée franciscain. C'est à Novo Mesto qu'il composa ses premiers poèmes — ceux qui furent publiés dans la revue Vaje.
Son oncle lui enseigna le français et l'italien, lisant avec lui plusieurs œuvres, notamment celles de Fénelon.
Il aurait voulu aller au lycée de Ljubljana, mais les moyens de sa famille ne le lui permettaient pas.
Cependant, lorsqu'en 1853 l'oncle Nikolaj fut nommé à Kamnik, Simon Jenko put aller à Ljubljana où il fréquenta le lycée entre 1853 et 1855. Il y rencontra ses anciens condisciples de l'école communale en Carniole : Fran Erjavec, Valentin Mandelc, Valentin Zarnik, etc., avec qui il devait créer un cercle littéraire et, en 1854-1855, publier la revue lycéenne clandestine Vaje.

En 1855, à l'issue de ses études secondaires, par manque de moyens et sous la pression de sa famille, il s'inscrivit en faculté de théologie à Klagenfurt mais l'année suivante, à l'automne de 1856, ne se jugeant décidément pas fait pour la prêtrise, il partit pour Vienne où, après avoir retrouvé  ses anciens  condisciples de Ljubljana, il étudia la philologie classique, l'histoire et le Droit tout en gagnant sa vie comme précepteur.

À l'automne de 1863 il retourna à Praše puis trouva un emploi comme clerc du notaire Stergar à Kranj où il resta jusqu'à ce qu'en 1866 il eût terminé ses études de droit.

Entre-temps il cherchait un éditeur pour son recueil de poèmes, mais sans trop de succès. Il finit, sur recommandation de Fran Levstik, par convaincre l'éditeur Giontini de publier ses Pesmi en novembre 1864 (pour l'année 1865) ; celui-ci, craignant la censure ecclésiastique, décida de les publier à Graz plutôt qu'à Ljubljana.

En août 1866, Simon Jenko devint stagiaire auprès de l'avocat Prevec à Kamnik. Il avait passé trois des quatre examens finaux de droit mais ne put pas passer le quatrième parce qu'il tomba malade et mourut à 33 ans le 18 octobre 1869. 
Sa tombe se trouve au Jardin Prešeren de Kranj.

## Le mouvement national slovène et l'œuvre de Simon Jenko
À partir de 1851, à l'instigation de Matija Majar, les aspirations  nationales et politiques des Slovènes s'étaient exprimées dans le domaine culturel, principalement dans la littérature.
 
Malgré cet accent mis sur la littérature et la culture, le mouvement national slovène se divisa en trois au cours des années 1850 :
le premier groupe se rassembla autour de Janez Bleiweis (1808-1881) et du journal Novice ("Les Nouvelles"), 
le deuxième autour d'Anton Martin Slomšek (1800-1862) et du journal Zgodnja danica ("L'Aurore") 
et le troisième autour de Simon Jenko et Fran Levstik (1831-1887).

Les deux premiers groupes dominèrent la vie nationale et culturelle leurs journaux Novice et Zgodnja danica demeurant les deux seuls publiés pendant la plus grande partie de la décennie 1850.

Dans le troisième groupe, qui comprenait aussi Josip Jurčič, Josip Stritar, Simon Gregorčič, et Fran Erjavec, la plupart étaient des lecteurs et des admirateurs enthousiastes de l'écrivain France Prešeren (1800-1849). Ils tiraient aussi leur inspiration des mots d'ordre panslaves ou nationalistes slovènes de la Révolution de mars 1848.
Leur poésie et leur prose se rapprochaient du style réaliste.
Simon Jenko avait donc publié ses premiers poèmes dans la revue Vaje ("Exercices") (en 1854 et 1855). 
Il les publia ensuite  dans les périodiques Slovenska bčela ("L'Abeille de Slovénie"), Venec ("La Couronne"), Slovenski glasnik ("Le Messager slovène") et Novice ("Les nouvelles").
 
Dans ses poèmes il introduisit un élément de réalisme, leur forme suivait la tradition populaire et leur motif était souvent la patrie ou l'amour. 
Dans les poèmes au sujet patriotique tels que Slovenska zgodovina ("L'Histoire de la Slovénie"), Samo ("Seulement"), Adrijansko morje ("L'Adriatique") on trouve des thèmes tels que la sombre histoire de la Slovénie, sa situation présente, l'espoir pour l'avenir... 
Lorsque Pesmi ("Chansons"), son recueil de poèmes, parut en 1865, il fut mal accueilli par la critique ; aujourd'hui, il passe pour un classique.
Simon Jenko a aussi écrit des nouvelles, qui passent pour des précurseurs  de la prose réaliste  contemporaine. 
Spomini ("Souvenirs") est un récit romantique, tandis que Tilka et Jeprški učitelj décrivent des personnages et des villes excentriques, ainsi que leur environnement.

## Le prix Jenko
Le Prix Jenko est attribué chaque année par l'Association des Écrivains slovènes pour le meilleur recueil de poèmes publié dans les deux années qui précèdent.

## Textes de Simon Jenko accessibles en ligne
- "Moč ljubezni" ("Le pouvoir de l'amour" --poème) (sl)
- "Vabilo" ("Invitation" --poème) (sl)
- Pesmi ("Chants" -- Recueil de poèmes) (sl)
- Izbrane pesmi ("Chants choisis" -- Recueil de poèmes) (sl)
- Jeprški učitelj ("L'instituteur de Jeprca" - nouvelle) (sl)
- Tilka ("Tilka" - nouvelle) (sl)
- "Simon Jenko (1835–1869)" sur Wikivir (sl)

## Sur l'œuvre de Simon Jenko
- France Bernik (1955/56): "O Jenkovi prozi" ("Sur la prose de Jenko")  (sl)
- France Bernik (1961): "Podoba in funkcija pokrajine v Jenkovi liriki" ("L'image et la fonction du paysage dans la poésie de Jenko") (sl)
- Damir Globočnik (2005): "Spominska obeležja Simonu Jenku" ("En mémoire de Simon Jenko") (sl)
- Matjaž Kmecl (1973): "Jenkova pripovedna proza --razmerje med ljudsko godčevsko tradicijo in romantično literarno šolo" ("La prose narrative de Jenko - la relation entre la tradition populaire de Godec et l'école littéraire romantique") (sl)
- Janko Kos (1966): "Romantika in realizem v Jenkovih Obrazih" ("Romantisme et Réalisme dans les visages de Jenko") (sl)
- Milko Matičetov: "Jenkova Kratkočasnica o ukradenem oslu" ("La nouvelle de Jenko à propos d'un âne volé", 1973) (sl)
- Boris Paternu (1968): "Nastanek in razvoj dveh proznih struktur v slovenskem realizmu 19. stoletja" ("Apparition et développement de deux structures dans la prose du réalisme slovène au XIXème siècle") (sl)
- Boris Paternu (1970): "Jenkova filozofska lirika" ("La poésie philosophique de Jenko")(sl)
- Jože Pogačnik (1973): "Neznani Jenko" ("Le Jenko inconnu") (sl)
- Blaž Tomaževič (1957): "Motivi in oblika Jenkove poezije" ("Motifs et formes de la poésie de Jenko") (sl)

## Sources[10]
- France Bernik, Lirika Simona Jenka ("La poésie de Simon Jenko"), Ljubljana, 1962 (sl)
- France Bernik, Problemi slovenske književnosti ("Problèmes de la littérature slovène"), Ljubljana, 1980 (sl)
- France Bernik, Simon Jenko, Ljubljana, 1979 (sl)
- Helga Glušič, Sto slovenskih pripovednikov ("Cent conteurs slovènes"), Ljubljana, 1996 (sl)
- Gregor Kocijan, Pesništvo slovenskega realizma ("La poésie du réalisme slovène"), Ljubljana, 1998 (sl)
- Gregor Kocijan, Kratka proza slovenskega realizma ("La prose brève du réalisme slovène"), Ljubljana, 1994 (sl)
- Simon Jenko, Izbrano delo ("Œuvres choisies"), Ljubljana, 1957 (sl)
- Simon Jenko, Izbrani spisi za mladino ("Textes choisis pour la jeunesse"), Ljubljana, 1923 (sl)
- Aleksandra Lutar Ivanc (éd.) Album slovenskih književnikov ("Album des écrivains slovènes"), Mladinska knjiga, Ljubljana: 2006
- Oto Luthar (éd.) (2008) The Land Between. A history of Slovenia (sl)
- « Peter Štih, Vasko Simoniti, Peter Vodopivec A Slovene History (en) »(Archive.org • Wikiwix • Archive.is • Google • Que faire ?)
- (sl)  Slovenski biografski leksikon ("Lexique biographique slovène")